# Åke Eriksson (friidrottare)
Åke "Biten" Eriksson, född 10 maj 1962, är en svensk före detta friidrottare (långdistanslöpare). Han tävlade för Fredrikshofs IF och Hässelby SK.
Han deltog vid VM i Tokyo 1991 men fullföljde inte maratonloppet. Han försökte igen vid VM i Göteborg 1995, men med samma resultat.
Eriksson vann Stockholm Marathon vid två tillfällen, 1991 och 1995. Segertiden 1991 på 2.12.38 är den näst bästa en svensk gjort i loppet; endast segraren från 1986 Kjell-Erik Ståhl var snabbare (med fem sekunder). Åke Eriksson är den ende infödde stockholmare som segrat i tävlingen. Han är uppvuxen i Jakobsberg.
Åke Erikssons bästa tävlingstid är 2.10.53 från 1990 års Chicago Marathon, vilket där räckte till en fjärde plats.